# Иганга
Иганга (англ. Iganga) — город на юге Уганды, на территории Восточной области. Административный центр одноимённого округа

## Географическое положение
Город находится в южной части области, поблизости от северного побережья озера Виктория, на расстоянии приблизительно 95 километров к востоку-северо-востоку (ENE) от столицы страны Кампалы. Абсолютная высота — 1081 метр над уровнем моря.

## Население
По данным официальной переписи 2002 года, население составляло 38 009 человек.
Динамика численности населения города по годам:
| 1969  | 1982  | 1991   | 2002   | 2013   |
| ----- | ----- | ------ | ------ | ------ |
| 5 958 | 9 899 | 19 740 | 38 009 | 64 151 |

## Транспорт
Сообщение Иганги с другими городами осуществляется посредством железнодорожного и автомобильного транспорта.
Ближайший аэропорт расположен в городе Какира.